# Mentuhotep IV
Nebtauyra Mentuhotep o Mentuhotep IV fue el último faraón de la dinastía XI gobernando de c. 1997-1990 a. C..
Su nombre, Nebtauyra, aparece en la Sala de antepasados de Karnak, después de Seneferkara (Mentuhotep III)
No figura en la Lista Real de Abidos, tampoco en la Lista Real de Saqqara, ni en el Canon Real de Turín.

## Testimonios de su época
Es conocido por varias inscripciones en Uadi Hammamat que narran la gran expedición a las costas del mar Rojo, al mando de su visir Amenemhat, para obtener piedra para el sarcófago real. También se describen “milagros” extraordinarios en el desierto, como el nacimiento de una tormenta y de una lluvia de gacelas en el bloque pétreo del que se obtendrá el sarcófago del rey.
Le sucedió Amenemhat I, el primer faraón de la siguiente Dinastía XII, y posiblemente el visir descrito en las inscripciones de Uadi Hammamat, que lo destronó, aunque no hay evidencias convincentes que lo corroboren.

## Titulatura
| Titulatura | Jeroglífico | Transliteración (transcripción) - traducción - (referencias) |

| G5 |

| G5 |

| nb | N16 · N16 |

| nb | N16 · N16 |

| nb | N16 · N16 |

| nb | N16 · N16 |

| G5 |

| G5 |

| nb | N16 · N16 |

| nb | N16 · N16 |

| nb | N16 · N16 |

| nb | N16 · N16 |

| G16 |

| G16 |

| nb | N16 · N16 |

| nb | N16 · N16 |

| G16 |

| G16 |

| nb | N16 · N16 |

| nb | N16 · N16 |

| G8 |

| G8 |

| \| \| | R8A · S12 |
|       |           |

|  |

| \| \| | R8A · S12 |
|       |           |

|  |

| G8 |

| G8 |

| \| \| | R8A · S12 |
|       |           |

|  |

| \| \| | R8A · S12 |
|       |           |

|  |

| N5 | nb | N16 · N16 |

| N5 | nb | N16 · N16 |

| N5 | nb | N16 · N16 |

| N5 | nb | N16 · N16 |

| N5 | nb | N16 · N16 |

| N5 | nb | N16 · N16 |

| N5 | nb | N16 · N16 |

| N5 | nb | N16 · N16 |

| N5 | nb | N16 · N16 |

| N5 | nb | N16 · N16 |

| N5 | nb | N16 · N16 |

| N5 | nb | N16 · N16 |

| N5 | nb | N16 · N16 |

| N5 | nb | N16 · N16 |

| N5 | nb | N16 · N16 |

| N5 | nb | N16 · N16 |

| Y5 · n · V13 | w | R4 · t · p |

| Y5 · n · V13 | w | R4 · t · p |

| Y5 · n · V13 | w | R4 · t · p |

| Y5 · n · V13 | w | R4 · t · p |

| Y5 · n · V13 | w | R4 · t · p |

| Y5 · n · V13 | w | R4 · t · p |

| Y5 · n · V13 | w | R4 · t · p |

| Y5 · n · V13 | w | R4 · t · p |

| Y5 · n · V13 | w | R4 · t · p |

| Y5 · n · V13 | w | R4 · t · p |

| Y5 · n · V13 | w | R4 · t · p |

| Y5 · n · V13 | w | R4 · t · p |

| Y5 · n · V13 | w | R4 · t · p |

| Y5 · n · V13 | w | R4 · t · p |

| Y5 · n · V13 | w | R4 · t · p |

| Y5 · n · V13 | w | R4 · t · p |